# NGC 83
NGC 83 es una galaxia elíptica que se estima está a unos 290 millones de años luz de distancia en la constelación de Andrómeda. Fue descubierta el 17 de agosto de 1828 por Jhon Herschel. Tiene alrededor de 130 mil años luz de diámetro.